# Sarsina violascens
Sarsina violascens är en fjärilsart som beskrevs av Herrich-Schäffer 1856. Sarsina violascens ingår i släktet Sarsina och familjen tofsspinnare. Inga underarter finns listade.